# 別列然卡 (切梅里夫齊區)
48°58′59″N 26°20′34″E / 48.98306°N 26.34278°E
別列然卡（烏克蘭語：Бережанка）是位於烏克蘭西部赫梅利尼茨基州裏卡緬涅茨-波多利斯基區的村莊，面積2.77平方公里，海拔高度259米，2001年人口1,188，人口密度每平方公里428.9人。